# Munsee
Munsee var ett algonkinspråk som talades av en mängd olika stammar i området kring nuvarande New York ner till Delaware.  Språket är nära släkt med Unami/Lenape, och kan vara samma språk.